# Orde van Franciscaanse Seculieren
De Orde van Franciscaanse Seculieren (Latijn: Ordo Franciscanus Saecularis, afkorting OFS) is de seculiere tak van de Derde Orde van Sint-Franciscus. Eerder stond zij bekend onder de naam Franciscaanse Leken Orde. Het is een orde van evangelisch-levende mannen en vrouwen, die geen kloostergeloften afleggen. 
De leden vormen een samenkomende gemeenschap van mannen en vrouwen, die hun gewone werkzaamheden binnen en buiten hun gezin behouden. Zij houden regelmatig samenkomsten om zo hun geloof en hun onderlinge verbondenheid te onderhouden en te versterken.

## Franciscaanse spiritualiteit
De ordeleden baseren zich op de Brief aan de Gelovigen die Franciscus van Assisi circa 1221 schreef aan een groep mensen die zich wel geïnspireerd voelden door hemzelf, door Clara van Assisi en hun volgelingen, maar die geen kloostergeloften wilden of konden afleggen. In 1289 ontstond door en voor deze groep mensen een orde, die als de Derde Orde bekend werd. 

## Andere orden in de franciscaanse familie
De eerste orde zijn de minderbroeders (franciscanen, kapucijnen en conventuelen), de tweede orde zijn de Arme Vrouwen, bekend geworden als de Clarissen, die een besloten, contemplatief leven leiden.
De Orde van Franciscaanse Seculieren moet niet verward worden met de reguliere tak van de Derde Orde van Sint-Franciscus (T.O.R.), waartoe veel franciscaanse broeder- en zustercongregaties behoren.